# Karl Burdach
Karl Burdach (ur. 28 lipca 1891 w Chemnitz, zm. 30 grudnia 1976 we Fryburgu Bryzgowijskim) – niemiecki wojskowy, generalleutnant.

## Odznaczenia
- Krzyż Rycerski Krzyża Żelaznego (23 lutego 1944)[1]
- Złoty Krzyż Niemiecki (26 grudnia 1941)[1]
- Krzyż Żelazny I i II klasy z Okuciem Ponownego Nadania[1]
- Srebrna Odznaka za Rany
- Odznaka za 25-letnią Służbę w Heer (2 kwietnia 1937)[1]
- Medal za Kampanię Zimową na Wschodzie 1941/1942 (16 lipca 1942)[1]
- Krzyż Honorowy dla Walczących na Froncie (18 grudnia 1934)[1]